# Zabavnik (priimek)
Zabavnik je priimek več oseb:
- Nevenka Cmok (r. Zabavnik) (1931-2019), agronomka-zootehnica; kmetijska šolnica (Šentjur)
- Jelka Zabavnik Piano (1960), veterinarka, univ. prof.
- Josip Zabavnik (1874—1948), enolog, vinogradniški strokovnjak
- Zoran Zabavnik, zdravnik anesteziolog